# Selye János Egyetem

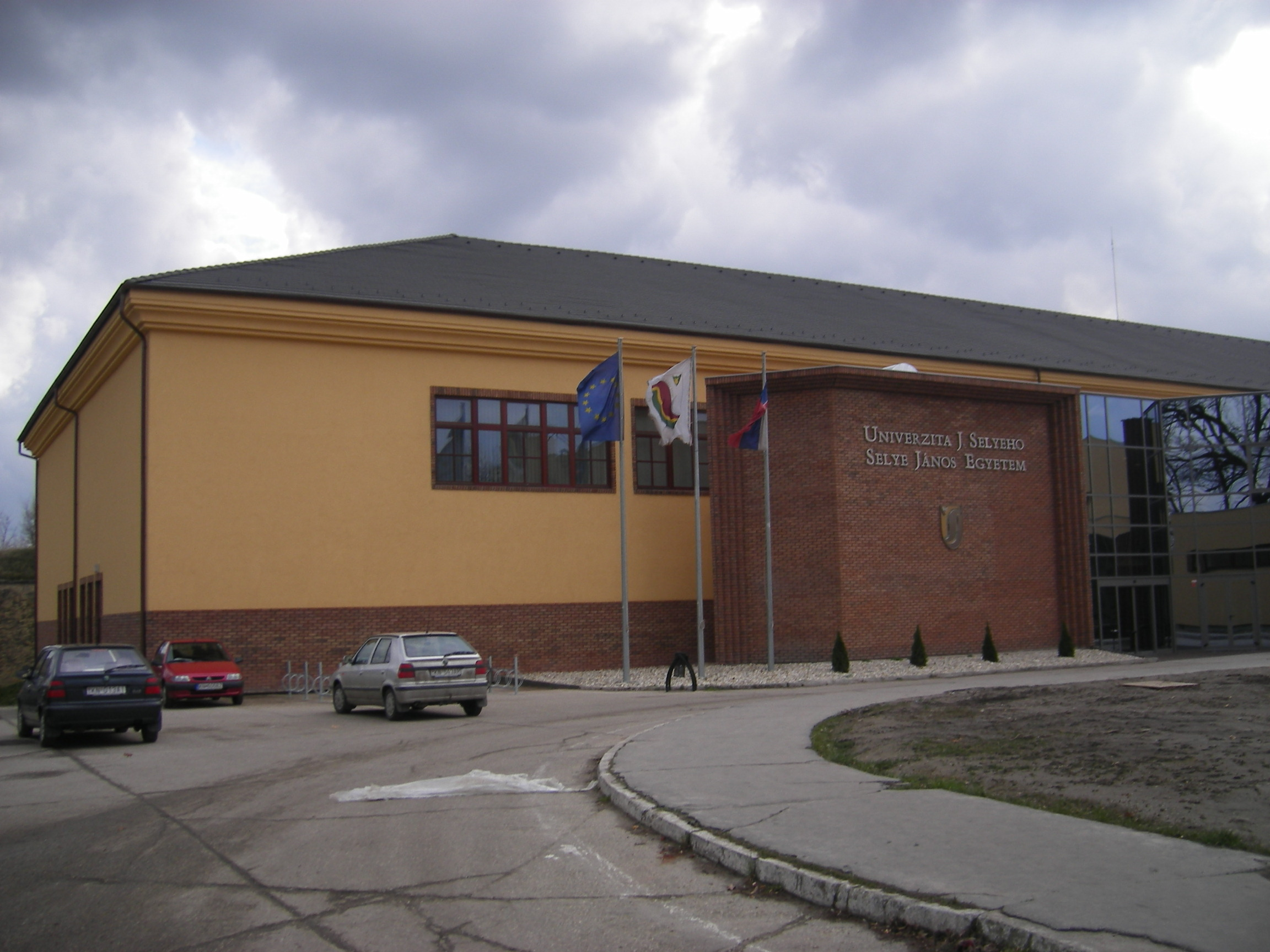
Az Egyetem 2006-ban átadott új épülete

A komáromi Selye János Egyetem (Univerzita J. Selyeho) az első önálló magyar nyelvű egyetem Szlovákiában, 2004 szeptemberében kezdte meg működését. Központja az Anglia-parkban található Tiszti pavilonban van, a Klapka-tér közelében. Három kara van: a Teológiai, a Gazdaságtudományi és a Tanárképző Kar. A Református Teológiai kar az 1994-ben alapított Calvin János Teológiai Akadémia integrálásával jött létre, a Gazdaságtudományi Kar pedig eredetileg a Corvinus Egyetem kihelyezett kara volt. Jelenlegi rektora Juhász György.

## Története
A szlovákiai magyar nyelvű egyetem létrehozása iránti igény már 1990-ben megjelent, az akkori csehszlovák parlament azonban elvetette Duray Miklós, Sidó Zoltán és Popély Gyula képviselők javaslatát. 1992-ben Bauer Edit indítványát a nyitrai Pedagógiai Főiskolán belüli magyar kar létrehozásáról már a szlovák parlament utasította el.

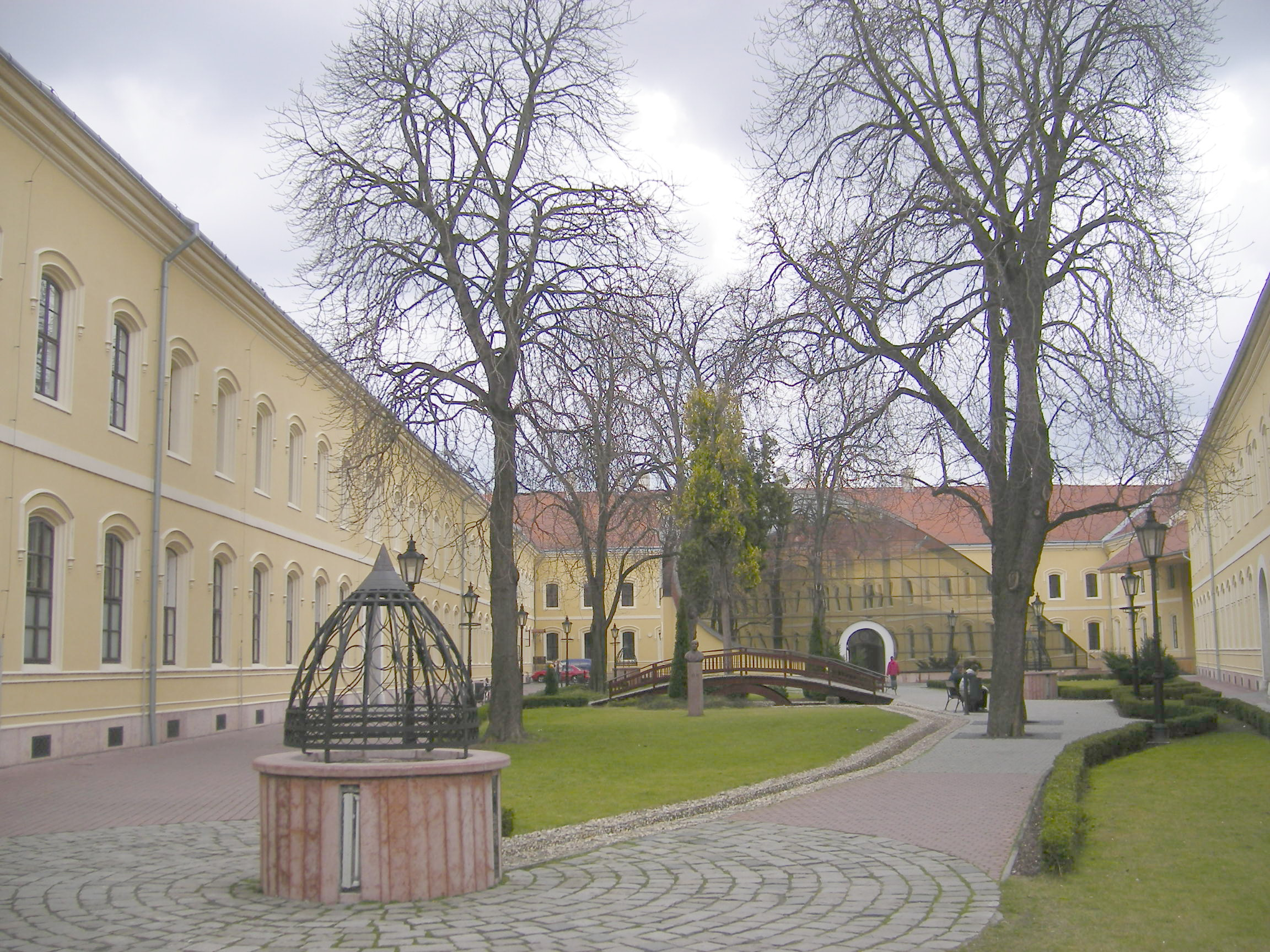
A Tiszti Pavilon átalakított belső udvara

2001-ben a szlovák kormány a nyitrai Konstantin Filozófus Egyetemen belüli magyar kar létrehozásáról határozott, de ez az elképzelés az egyetem vezetésének ellenállásán bukott meg. Ugyanebben az évben elkezdődött a közgazdaságtudományi oktatás Komáromban a Selye János Egyetemi központban, a budapesti Corvinus Egyetem kihelyezett karaként, a következő évben pedig megkezdődött az informatikai képzés is.
A 2002-es parlamenti választások után a Magyar Koalíció Pártja nyomására a Dzurinda-kormány hozzájárult az önálló magyar egyetem létrehozásához (2003-ban szándéknyilatkozatot fogadtak el, majd a parlament is jóváhagyja a tervet). 2004. január 17-én került sor az egyetem alapító ünnepségére a Tiszti pavilon dísztermében, amelyen a magyar és a szlovák oktatási miniszter is részt vett. Az egyetem első rektora Albert Sándor lett. Az egyetemi oktatás 2004 szeptemberében kezdődött 601 hallgatóval. Az egyetem a Tiszti pavilon mellett 2006-ban az Újvár mellett átadott új épülettel is gazdagodott.

## Karok
- Gazdaságtudományi Kar
- Tanárképző Kar
- Református Teológiai Kar

## A Tanárképző Kar tanszékei
- Biológia Tanszék
- Magyar Nyelv és Irodalom Tanszék
- Modern Filológiai Tanszék
- Neveléstudományi Tanszék
- Óvó- és Tanítóképző Tanszék
- Szlovák Nyelv és Irodalom Tanszék
- Történelem Tanszék
- Szociológia Tanszék
- Kémia Tanszék

## A Gazdaságtudományi Kar tanszékei
- Közgazdaságtan Tanszék
- Matematika és Informatika Tanszék
- Idegen Nyelvi és Kommunikációs Tanszék
- Menedzsment Tanszék
- Testnevelés Tanszék

## A Református Teológia Kar tanszékei
- Ószövetségi Tudományok Tanszéke
- Újszövetségi Tudományok Tanszéke
- Rendszeres Teológiai Tanszék
- Egyháztörténeti Tanszék
- Vallás és Filozófiatörténeti Tanszék
- Gyakorlati Teológiai Tanszék
- Kateketika Tanszék

## Híres hallgatók
- Bóna Zoltán – politikus, országgyűlési képviselő
- Kiss Péntek József – író, rendező, színházigazgató

## Híres oktatók
- Alabán Ferenc – irodalomtörténész, irodalomtudós
- Albert Sándor – az egyetem egykori rektora
- Fazekas István – költő, műfordító, teológus
- Forgács Attila – pszichológus
- Földes Csaba – germán filológus, nyelvész
- Gazda István – tudománytörténész
- Gyurgyík László – szociológus
- H. Nagy Péter – irodalomtörténész, kritikus, szerkesztő
- Herczeg Pál – református lelkész, teológus
- Kocsev Miklós – teológus, tanszékvezető
- Kontra Edit – nyelvész
- Liszka József – néprajzkutató
- Peres Imre – teológus, dékánhelyettes
- Popély Árpád – történész
- Simon Attila – történész, tanszékvezető
- Szabó András – irodalomtörténész
- Szarka László – történész, dékán
- T. Litovkina Anna – nyelvész
- Török Tamás – nyelvész
- Vajda Barnabás – irodalomtörténész, jelenkor-történész
- Vajda Károly – irodalomtörténész
- Xeravits Géza – teológus

## Külső hivatkozások
- A Selye János Egyetem honlapja